# Dalmatae

Kaart van de Adriatische zeeregio, met daarop enkele Illyrische stammen en de omvang van hun gebied.

De Dalmatae of Delmatae (Grieks: Δαλμάται) waren een volk uit de oudheid die het centrum van Dalmatia, de naam die de Romeinen aan de provincie gaven toen ze hem innamen, bewoonden. Het omvatte het oosten van de Adriatische kust in Kroatië, tussen de rivieren de Krka en de Neretva. Klassieke bronnen beschrijven de Dalmatae als een Illyrische stam, maar waarschijnlijk waren ze onafhankelijk van het Illyrische koninkrijk dat ten zuidoosten aan hen grensde.

## Etymologie
De naam Dalmatae schijnt verbonden te zijn met het Albanese woord Delmë, wat schaap betekent. Het is onduidelijk of die naam door Delmatae zelf gebruikt werden of door andere volkeren; het kan in ieder geval erop duiden dat de voornaamste bezigheid van de Delmatae het houden van schapen was.

## Cultuur en maatschappij
Archeologie toont aan dat de Delmatae verwant waren aan de Illyriërs en de noordelijke Pannonii. De stam zelf werd sterk beïnvloed door de Keltische cultuur. Een van de Dalmatische stammen, de Baridustae, vestigden zich later in Romeins Dacia. Verder laten overblijfselen zien dat een materialistische cultuur hier nog niet zo ontwikkeld was, in tegenstelling tot omliggende stammen zoals de Liburniërs. Daarentegen wisten ze bij het maken van wapens wel van wanten. De Delmatische Elite leefde in stenen huizen, de vele Delmatische herders woonden vaak nog in natuurlijke grotten. Bij hun dagelijkse kleding hoorde een muts gemaakt van huiden.
Hun maatschappij had voornamelijk nomadische trekken en een sterke patricische structuur. Stammen bestonden voornamelijk uit krijgers, herders, en hun stamhoofden. Ze deden dan ook voornamelijk aan veeteelt, maar groepen krijgers trokken er geregeld op uit om omliggende stammen en kuststeden te plunderen.

## Romeinse verovering
Langzamerhand ontstonden er steeds meer conflicten tussen de Romeinen en de Delmatae, voor een periode van 160 jaar, gevoed door de voortdurende agressie van de Delmatae tegen hun buren (Liburni, Daorsi, Ardiaei). De Romeinen stuurden een expeditie naar de Adriatische landen, en het leek erop alsof de Delmatae nu in de problemen zaten. Maar het land van de Dalmatae is voornamelijk bergachtig, met vele onbegaanbare bergen, waardoor een guerrillaoorlog mogelijk werd. De Dalmatae bouwden daarom 400 stenen forten en 50 voorname citadellen tegen de Romeinen, toen die Dalmatia binnenvielen.
De eerste Dalmatische oorlog (156 v.Chr. 155 v.Chr.) tussen consul Scipio Nasica en de Delmatae leidde tot de vernietiging van de Dalmatische hoofdstad Delminium door de Romeinen. De tweede Dalmatische oorlog (119 v.Chr. – 118 v.Chr) resulteerde opnieuw in een nederlaag voor de Delmatae. De overwinnaar, consul Lucius Caecilius Metellus noemde zichzelf tijdens zijn triomftocht Delmaticus. De derde Dalmatische oorlog (78 v.Chr. – 76 v.Chr.) leidde tot de verovering van Salona door de Romeinen.
Tijdens de Romeinse burgeroorlog van 49 v.Chr. – 44 v.Chr. sloten de Delmatae zich aan bij Pompeius en vochten gedurende de hele oorlog tegen Caesar’s generaals, Binius en Vatinius. In 34 v.Chr. vochten de Delmatae tegen Octavianus, in de vierde en laatste Dalmatische oorlog. Tegen het eind van de oorlog werd de nieuwe Delmatische hoofdstad, Soetovio, ingenomen door de Romeinen. Tijdens de Illyrische opstand van 12 v.Chr. en van 6-9 n.Chr. vochten de Delmatae opnieuw tegen de Romeinen, maar ze werden verpletterend verslagen.
De Dalmatae vormden enkele Romeinse auxiliares, hulptroepen:
- Cohors I Delmatarum
- Cohors I Delmatarum milliaria equitata
- Cohors II Delmatarum
- Cohors III Delmatarum equitata c.R. pf
- Cohors IV Delmatarum
- Cohors V Delmatarum
- Cohors V Delmatarum c.R.
- Cohors VI Delmatarum equitata
- Cohors VII Delmatarum equitata
- En later Equites Dalmatae

## Religie
De voorname collectieve god van de Delmatae was hun vaderlijke god ‘Sylvanus’, die zij Vidasus noemden. Zijn goddelijke vrouw was ‘Thana’, een Delmatische godin die vergelijkbaar is met de Romeinse godin Diana en de Griekse godin Artemis. De veel voorkomende reliëfs die de Delmatae maakten van hun goden bevatten vaak ook afbeeldingen van nimfen. De Delmatae hadden nog een derde god, hun oorlogsgod ‘Armatus’, die vergeleken kan worden met de Romeinse god Mars en de Griekse god Ares. Hun slechte god was de hemelse ‘Dragon’ die de maan en de zon in een eclips verslond.
De Delmatae begroeven hun doden in gewone stenen tombes van het ‘Kurgan’ type. De Romeinen beschreven de Delmatae als uiterst bijgelovig; ’s nachts werd het hen verboden om naar de sterren te kijken, bang als ze waren dat ze onmiddellijk zouden sterven. Tijdens een eclips herhaalden ze gezamenlijk een soort kreet, en verkeerde ze in complete manie, omdat het een teken was dat de wereld zou vergaan. De Romeinen beschrijven zelfs zelfmoordcijfers.

## Taalkundige verwantschap
De Dalmatische taal was onderdeel van de Illyrische talen, die in het westen van de Balkan werden gesproken. Van de originele taal die de vroege Delmatae spraken is maar weinig bekend, behalve een aantal plaatsnamen die de Romeinen opgeschreven hebben. De stadse Delmatae romaniseerden geleidelijk, maar de herders op het land niet. Nadat het Romeinse rijk gevallen was, gingen de Delmatische burgers een mengeling tussen het Italiaans en het Roemeens spreken.